# Atiquizaya
Atiquizaya est une municipalité du département d'Ahuachapán au Salvador. Elle est bordée au nord par San Lorenzo, au sud par Ahuachapán, à l'ouest par Ahuachapán et Turín et à l'est par El Refugio et Chalchuapa. C'est l'une des principales villes du département.

## Histoire

### Origines et étymologie
L'endroit où se trouve aujourd'hui Atiquizaya a été habité par les Pokomans pendant l'ère classique, puis par les Pipils pendant l'ère post-classique, qui lui ont donné le nom de Náhuat qu'il conserve encore.

### Fondation
« Depuis 1665 – ajoute le docteur Santiago Ignacio Barberena – on commença à gérer pour que la vallée soit élevée au rang de village ; plus jusqu’en 1661, le président et capitaine général don Martin Carlos de Mencos, ordonna à Felipe Maraver, maire majeur de la Santísima Trinidad de Sonsonate, la fondation du village d'Atiquizaya, qui se vérifia le 1er janvier 1662, dont son premier maire fut dom Diego de Madrid ».
Selon une ancienne tradition, Atiquizaya occupe à l’origine le site appelé « El Chayal », à 3 km au sud de son emplacement actuel, ce qui explique pourquoi, et compte tenu des antécédents documentaires, on peut supposer qu’en 1662 il n’y a pas eu de fondation, mais un transfert du siège vierge au siège actuel.

### Période coloniale
Pendant toute la période coloniale, Atiquizaya fait partie de la mairie de Sonsonate et, à partir du 12 juin 1824, il fait partie du département primitif et vaste de Sonsonate. Le 4 juillet 1832, le village d'Atiquizaya est incorporé dans le district judiciaire d'Ahuachapán. Le 27 avril 1844, cette ville est occupée par des troupes révolutionnaires dirigées par l'ancien président fédéral général Manuel José Arce y Fagoaga. Le 8 février 1855, la municipalité d'Atiquizaya se sépare du département de Sonsonate et est incorporée à celui de Santa Ana.

### Après l'indépendance
À la fin de juin 1854, un ermitage dédié à Jean-Népomucène est érigé aux frais de Tomasa Linares, et l'église du Calvaire est sur le point d'être achevée bien que quelques réticences soient faites à la paroisse.

#### Titre de villa
Pendant la courte administration du président José María Peralta et par décret exécutif du 19 février 1859, le titre de villa est conféré au peuple d'Atiquizaya. Cette grâce est accordée à l'ancien peuple parce que son quartier « a été constamment attaché aux institutions républicaines et résolu à soutenir les autorités constituées » et parce qu'il « compte parmi ses habitants de nombreuses personnes de lumière et de propriété qui rendent ce peuple remarquable et digne d'une marque de distinction et d'estime de la part du gouvernement ».

#### Chef de district
Sous l'administration de Francisco Dueñas et par décret législatif du 9 février 1869, le département d'Ahuachapán et le district d'Atiquizaya sont créés par la séparation du département de Santa Ana. Par la loi du 26 février 1869, le district d'Atiquizaya est constitué par la ville du même nom comme chef-lieu, et les villages d'Apaneca et de San Lorenzo.
Par une loi du 21 février 1878, Apaneca est séparée du district judiciaire d'Atiquizaya et incorporée à celui d'Ahuachapán. Par les décrets-lois du 21 février 1878 et du 20 février 1879, les villages de Rincón de la Madera et El Rosario, de la juridiction d'Atiquizaya, sont érigés en villages, respectivement appelés Turín et El Refugio.

#### Titre de la ville
Sous l'administration de Rafael Zaldívar, par la loi du 24 janvier 1881, le titre de ville est accordé à la ville d'Atiquizaya. Cette distinction lui est décernée « à la fois en raison de sa grandeur, de sa moralité et de ses progrès dans tous les domaines, et parce qu'elle est le chef-lieu de l'une des circonscriptions de la République et qu'elle dispose d'un pouvoir judiciaire de première instance ».